# Język biak
Język biak, także: biak-numfoor, biak-numfor – język austronezyjski używany w prowincji Papua w Indonezji (przez grupę etniczną Biak), na wyspach Biak, Supiori, Numfoor i na pobliskich mniejszych wyspach. Według danych szacunkowych z 2007 roku posługuje się nim 70 tys. osób. W 1991 roku stwierdzono, że nawet 100 tys. osób może znać biak jako język drugi.
Wskutek kontaktów handlowych rozprzestrzenił się na stosunkowo szerokim obszarze geograficznym, obejmując swoim zasięgiem wschodnie Moluki (Gebe), grupę wysp Raja Ampat (Waigeo, Misool, Salawati), wybrzeża półwyspu Ptasia Głowa i rejon zatoki Cenderawasih (w tym Yapen). W niektórych zakątkach Raja Ampat (Batanta, Kofiau, częściowo Waigeo) i Yapen stanowi miejscowy język ludności. Jest również lokalnym językiem niewielkich wsi wzdłuż północnego wybrzeża Ptasiej Głowy. Skupiska jego użytkowników występują też w miastach Nowej Gwinei: Manokwari, Sorong, Jayapura i Merauke.
Zróżnicowanie dialektalne w obrębie kabupatenu Biak-Numfor nie jest zbyt znaczne (sprowadza się do niewielkich różnic dźwiękowych i leksykalnych). Istnieją różne szacunki dot. liczby wszystkich dialektów. Za stosunkowo odrębne od pozostałych uchodzą dialekty numfor-dore (używany we wsiach na wyspie Numfoor) oraz beser (również betew, właściwy dla ludności Biak na wyspach Raja Ampat). Niekiedy wyróżnia się dwa języki: biak i numfor. Sami użytkownicy określają swój język jako wós Vyak (indonez. bahasa Biak, „język biak”) lub wós kovedi („nasz język”).
Historycznie (od XVIII w.) służył jako regionalny język handlowy. W tej roli jest wypierany przez lokalny malajski i indonezyjski (zaczął tracić na znaczeniu po drugiej wojnie światowej). Wywarł wpływ na leksykę niektórych języków papuaskich (m.in. moi, maybrat, inanwatan, hatam). Z języka biak pochodzi wiele lokalnych toponimów (np. nazwa miasta Manokwari – dosł. „stara wieś”).
Potencjalnie zagrożony wymarciem, odnotowano spadek jego znaczenia. Praktycznie wszyscy jego użytkownicy znają też lokalny malajski, a oprócz tego w użyciu jest język indonezyjski. W mieście Biak i w pobliskich wsiach dominujący język to malajski; młodsze grupy wiekowe mają ograniczoną (bierną) znajomość biak lub nie władają nim wcale. Niemniej w miejscowościach oddalonych od miasta rodzimy język pozostaje żywym środkiem codziennej komunikacji (na pocz. XXI w. odnotowano, że posługują się nim również dzieci). Wykazuje znaczne wpływy malajskiego/indonezyjskiego (w zakresie leksyki, fonologii i struktur czasownikowych).
Jest jednym z nielicznych języków indonezyjskiej Papui o długiej tradycji literackiej, a także jednym z najlepiej poznanych języków regionu (poświęcono mu różne opisy gramatyczne i słowniki). Pierwsze kroki w zakresie dokumentacji języka biak poczynili holenderscy misjonarze, którzy zbierali dane leksykalne i gramatyczne oraz materiały tekstowe (od II poł. XIX w. do XX w.). Istnieje również bogaty zbiór publikacji do użytku szkolnego. W XXI w. badaniem języka biak zajmował się Wilco van den Heuvel, autor opracowania gramatycznego z 2006 r.  Jest zapisywany alfabetem łacińskim.